# عمر هيوز
عمر هيوز هو سباح غرينادي، ولد في 4 مارس 1982.

## وصلات خارجية
- عمر هيوز على موقع الاتحاد الدولي للسباحة (الإنجليزية)
- عمر هيوز على موقع أوليمبيديا (الإنجليزية)